# Robert Chapman
Pour les articles homonymes, voir Chapman.
Robert Cleaver Chapman (4 janvier 1803 – 12 juin 1902), connu sous le nom d'« apôtre de l'amour », est un pasteur, enseignant et évangélisateur.

## Jeunesse
Chapman est né à Helsingor, au Danemark, dans une famille de riches marchands anglicans de Whitby, dans le Yorkshire. Robert est éduqué par sa mère alors que la famille est au Danemark et plus tard dans un internat du Yorkshire, après le retour de la famille en Angleterre.
À l'âge de 15 ans, Robert s'installe à Londres pour travailler comme apprenti commis dans la profession juridique.

## Carrière juridique
Robert termine son apprentissage de 5 ans et devient avocat en 1823. La même année, il se rapproche du christianisme après avoir écouté l'évangile prêché par James Harington Evans (en) dans une chapelle non conformiste de Londres. Il prospère dans sa carrière mais aussi spirituellement et passe la plupart de son temps libre à visiter et à aider les pauvres de Londres.
Son dévouement envers les pauvres fait une grande impression sur le mari de son cousin, un certain M. Pugsley, de Barnstaple, Devon, à tel point que Pugsley, un autre avocat, devient également chrétien et commence à travailler avec les pauvres de Barnstaple.
En 1831, Robert visite Barnstaple pendant des vacances et participe à la prédication et à d'autres œuvres chrétiennes dans les environs. De retour à Londres, il est convaincu qu'il est appelé à un travail chrétien à plein temps ; il a également de plus en plus le sentiment que certains aspects de son travail juridique ne correspondent pas à sa foi.
En 1832, il est invité par la chapelle baptiste stricte Ebenezer à Barnstaple pour être leur pasteur. En avril 1832, il quitte la profession juridique et s'installe à Barnstaple pour devenir pasteur.

## Carrière pastorale
Il accepte le poste de pasteur d'une chapelle baptiste stricte à la seule condition qu'il ne serait lié que par ce qui est écrit dans la Bible et non par des credo ou des croyances confessionnelles. La communion fraternelle, par exemple, croyait-il, est ouverte à tous les vrais croyants en Christ, et ne se limite pas à ceux qui ont été baptisés par immersion totale sur une profession de foi. Ses opinions sur la camaraderie sont similaires à celles d'Anthony Norris Groves.
Au fil du temps, la chapelle passe du statut de baptiste strict à celui non confessionnel sur des motifs similaires à ceux de l'assemblée dirigée par George Müller à Bristol, avec un bâtiment de Grosvenor Street finalement connu sous le nom de Grosvenor Street Chapel.
Chapman devient une figure influente au sein des Frères de Plymouth aux côtés de John Nelson Darby et George Müller. Son zèle et sa compassion pour les gens lui valent d’être surnommé « l’apôtre de l’amour ». Par exemple, Chapman préfère vivre de manière très frugale dans un quartier défavorisé de Barnstaple afin d'atteindre les pauvres.
En 1848, il se range du côté de George Müller dans un différend sur l'indépendance de chaque assemblée et estime que John Nelson Darby aurait dû attendre beaucoup plus longtemps avant d'excommunier l'assemblée de Müller à Bristol pour ne pas avoir soutenu Darby dans son différend avec Benjamin Wills Newton. Cela agace certains partisans de Darby qui voulaient discréditer Chapman. Darby, cependant, les réprimandent en disant : « Laissez cet homme tranquille ; nous parlons des lieux célestes, mais Robert Chapman vit en eux. ».
En ce qui concerne le moment de l'Enlèvement de l'Église, une question devenue importante au sein du mouvement des frères, Chapman a un point de vue sur l'enlèvement partiel, une partie des sauvés étant enlevés avant la Grande Tribulation et une partie après la Grande Tribulation.
Charles Spurgeon qualifie Chapman de "l'homme le plus saint que j'aie jamais connu". Chapman est si connu qu'une lettre de l'étranger adressée uniquement à « RC Chapman, University of Love, England » lui a été correctement remise.